# 모리투리-유보트
모리투리-유보트(Morituri)는 미국에서 제작된 벤하드 위크 감독의 1965년 액션, 드라마, 스릴러 영화이다. 말론 브란도 등이 주연으로 출연하였다.

## 출연

### 주연
- 말론 브란도
- 콜리옷 심슨
- 율브린 너제트